# Acela Servín Murrieta
Acela Servín Murrieta (Totutla, Veracruz, 6 de febrero de 1932-Xalapa Enríquez, Veracruz, 1 de mayo de 2018) fue una profesora, sindicalista y política mexicana, miembro del Partido Revolucionario Institucional (PRI). Fue diputada federal, local y senadora de la república.

## Biografía
Fue licenciada en Educación egresada de la Universidad Veracruzana. Ejerció como catedrática en la Escuela Normal Veracruzana Enrique Rébsamen, y desde sus primeros años como docente destacó su participación como líder sindical de los maestros. El 11 de agosto de 1962 encabezó la fundación del Sindicato Estatal de Trabajadores al Servicio de la Educación (SETSE), separándose del Sindicato Nacional de Trabajadores de la Educación (SNTE). Fungió como secretaria general y secretaria de Finanzas, además de ser considerada como «líder moral» de su organización sindical hasta su muerte.
Miembro del PRI desde 1952, fue elegida diputada federal por el Distrito 7 de Veracruz a la XLVII Legislatura de 1967 a 1970. Posteriormente su secretaria de Acción Social del comité estatal del PRI en Veracruz, y secretaria de Propaganda y Radio de la Confederación Nacional de Organizaciones Populares.
En 1994 fue elegida senadora suplente en primera fórmula por estado de Veracruz, siendo senador propietario Gustavo Carvajal Moreno, las legislaturas LVI y LVII que concluyeron en 2000. Ejerció la senaduría del 17 de marzo de 1999 al 30 de marzo de 2000 por licencia del titular; desempeñando los cargos de secretaria de la comisión de Atención a Niños, Jóvenes y Tercera Edad; así como integrante de las comisiones de Biblioteca e Informática; de Derecho del Mar y Pesca; de  Distribución y Manejo de Bienes de Consumo y Servicios Básicos; y, de Medio Ambiente y Recursos Naturales; así como secretaria de la mesa directiva.
De 2007 a 2017 fue diputada suplente a la LXI Legislatura del Congreso del Estado de Veracruz por el distrito 13 local. Falleció en la ciudad de Xalapa el 1 de mayo de 2018 a causa de la diabetes.